# Harvard-Smithsonian Center for Astrophysics

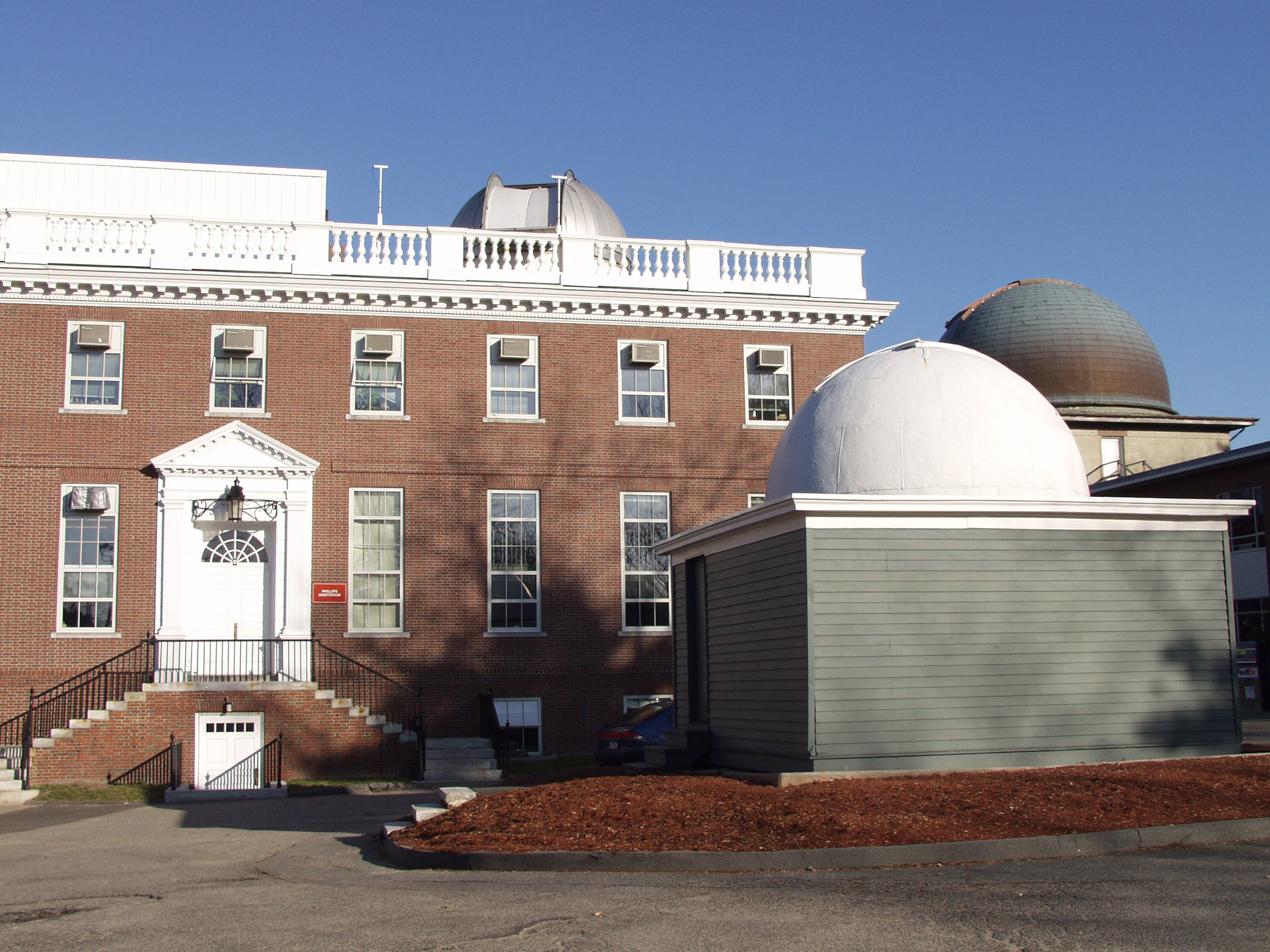
Wejście do CfA od strony Madison Street

Harvard-Smithsonian Center for Astrophysics (CfA) znajduje się w Cambridge, Massachusetts (USA) przy 60 Garden Street. Jest to najbardziej zróżnicowana instytucja astrofizyczna na świecie. Naukowcy CfA przeprowadzają szeroki program badań astronomicznych i astrofizycznych. Misją Centrum jest szerzenie naszej wiedzy i zrozumienia Wszechświata poprzez badania i edukację w zakresie astronomii i astrofizyki oraz Nauk o Ziemi.
Nazwa planetoidy (10234) Sixtygarden pochodzi od adresu CfA.
Centrum zostało założone w 1973 roku jako wspólna inicjatywa Smithsonian Institution i Harvard University. Składa się z Harvard College Observatory i Smithsonian Astrophysical Observatory. Obecnym kierownikiem CfA, od 2004 roku, jest Charles R. Alcock. Poprzednim kierownikiem – w latach 1982–2004 – był Irwin I. Shapiro, a wcześniej – George B. Field (1973–1982). 

## Finansowanie
W 2010 roku struktura finansowania budżetu CfA była następująca:
- NASA: 70%
- Smithsonian Institution: 22%
- National Science Foundation: 4%
- Departament Energii Stanów Zjednoczonych: 1%
- Fundacja Annenberga: 1%
- Inne źródła: 2%.